# Stazersee
Der Stazersee (rätoromanisch Lej da Staz) ist ein See in der Gemeinde Celerina/Schlarigna im Engadin im Schweizer Kanton Graubünden. Er liegt auf einer Höhe von 1809 m am nördlichen Hang der Rosatschgruppe im Stazerwald zwischen St. Moritz und Pontresina, ca. 800 Meter östlich des St. Moritzersees.
Der Stazersee ist umgeben von Moorwiesen und Schilfbeständen. Auf dem knapp fünf Meter tiefen See schwimmt Fieberklee.
Der Abfluss des Stazersees ist die Ova da Staz. Sie verlässt den Stazersee an seinem Westufer, fliesst dann westwärts und mündet nach 800 Metern in den St. Moritzersee.
Ein Hotel-Restaurant in Seenähe ist während rund acht Monaten im Jahr geöffnet.

## Zugang
Der See ist über einen einfachen Wanderweg von St. Moritz aus in ca. 20 Minuten Wanderzeit erreichbar und von Pontresina aus durch den Stazerwald in ca. einer Stunde.
Im Winter führt eine Langlaufloipe dem See entlang. Die Loipe ist ein Streckenabschnitt des Engadin Skimarathons.